# 一過性脳虚血発作
一過性脳虚血発作（いっかせいのうきょけつほっさ、transient ischemic attack：TIA） (以下TIAと略す) とは、脳血管疾患の一つであり、脳の循環障害により起こる一過性の神経症状を指す。
24時間以内に一旦完全に消失する特徴を持ち、また繰り返し起こることで脳梗塞を併発する恐れがあるので、脳梗塞の危険信号と考えられている。脳卒中治療ガイドライン2009によれば、TIA発症後90日以内に脳梗塞を起こす可能性は15ないし20パーセント、そのうち48時間以内の発症は約半数である (48時間以内の脳梗塞への移行は5%程度、数ヶ月以内の移行は20～30%程度という意見もある）。一方TIAを疑った時点で速やかに治療を開始した場合、90日以内の大きな脳卒中発症率が2.1パーセントまで低下するという。
なお血管系の疾患の合併症として現れることが多いので、この症状が見られる場合は高血圧症・高脂血症・糖尿病などの検査も同時に行う。

## 原因
頭蓋外動脈の血行障害、小塞栓、血管痙攣。

## 症状
症状は内頚動脈領域か椎骨脳底動脈系の循環障害かで異なる。また症状は突発的に起こり、数秒ないし15分以内、長くても24時間以内に一旦消失する。
症状を医学的な用語で説明すると次のようになる。
- 内頚動脈領域症状…単麻痺ないし片麻痺、感覚異常、構音障害、失語
- 椎骨脳底動脈領域症状…めまい、同名半盲、運動失調、半身ないし両側の筋力低下・感覚障害、構語障害

これを分かりやすい言葉で表現すると、片目が見えなくなったり、ものが二重に見えたり、転倒しやすくなったり、顔や手足がしびれたり、急に言葉が不自由になる（ろれつがまわらない、言葉がでなくなる、ひとが言うことが理解できなくなる）などの症状である。

## 診断

### とりあえず自分で行う確認
まず自分や家族で行えるFASTと呼ばれる確認方法がある(en:FAST (stroke))。アメリカ・マサチューセッツ州公衆衛生局による啓蒙キャンペーン (en) ではビデオアニメーションも制作されている 。
- Face : 顔のまひの確認。口の横あたりを口角（こうかく）と言うが、両側の口角を引き上げるようにして「いー」と言って笑顔を作ってみる。それまで何でもなかったのに片側の口角が突然あがらなくなったらTIAの疑いが高い[2]。
- Arm : 腕の麻痺の確認。目を閉じて、手のひらを上向きにして両腕をまっすぐ前に突き出してみる。麻痺がある場合、麻痺がある側の腕が回転しながら下がってくる[2]。
- Speech : 言葉の麻痺の確認。短い簡単な文章を実際にいくつか発音して確認する。例えば「太郎が花子にリンゴをあげた」と「ラ行」の多い文章を言ってみると判りやすい[2]。思い出せない場合、どんな文章でもいいから、いくつもはっきりと言ってみる[2]。
- Time : 以上の3つ（FAS）の確認を行い、どれかが明らかに該当していたら、「Time」つまり医師に見てもらうべき時だ、ということで病院に行く。

TIAの症状は短時間で消えるが、TIAが出た段階で病院で検査を行い対策を打っておくと、その後に脳梗塞になるリスク（上述のように数ヶ月以内に20～30%の人が脳梗塞になる）を回避できる可能性がある。
ただし、飲酒をしている最中はこうした症状がでるのは自然なことなので特別に心配する必要はない。逆に言えば、飲酒中は飲酒の症状とTIAの症状が区別がつかないので見落とすことがある。

### 病院での検査
- 一般的には動脈硬化と関連して検査を行う。
- CTスキャンでは確認できない。
- 脳血管撮影を行う。内頚動脈系では内頚動脈の狭窄・閉塞が見られる。椎骨脳底動脈系では頭蓋外の血管で異常が見られることが多い。事前検査としてMRIも有用。

## 脳梗塞への移行
ハーバード大学医学部によると、一過性脳虚血発作は緊急事態であり、後に本格的な脳卒中につながる可能性が非常に高いと言われている。一過性脳虚血発作が起きたら、すぐに病院へ行くことを勧める。
ABCDDスコアを用いて脳梗塞の進展の予測が可能である。MRIにおける拡散低下病変やMRAにおける動脈硬化性変化を含めると精度が向上するという報告も存在する。
| 名称                      | 内容                                      | 点数 |
| ------------------------- | ----------------------------------------- | ---- |
| A（age）                  | 60歳以上                                  | 1点  |
| B（blood pressure）       | 収縮期血圧≧140mmHgまたは拡張期血圧≧90mmHg | 1点  |
| C（clinical features）    | 片側脱力                                  | 2点  |
| C（clinical features）    | 脱力を伴わない言語障害                    | 1点  |
| D（duration of symptoms） | 60分以上                                  | 2点  |
| D（duration of symptoms） | 10分以上60分未満                          | 1点  |
| D（diabetes）             | 糖尿病あり                                | 1点  |

TIA発症後2日以内の脳卒中のリスクは3点以下では1.0%、5点以下で4.1%、6点以上で8.1%とされている。糖尿病を除いたABCDスコアでは1週間以内の脳卒中のリスクが評価されており、4点では2～4%、5点では12～28%、6点では28～36%とされている。

## 治療
TIAを疑った時点でできるだけ速やかに機序を確定して、脳梗塞発症を予防するための治療を直ちに開始することが強く勧められている。
- 薬物療法…機序に応じて抗凝固剤（ワルファリンなど）や血小板凝集阻止剤（アスピリンなど）を投与
- 外科的療法…頚動脈に強い狭窄を認めれば、血栓内膜摘除術・バイパスグラフトを行う。頚動脈ステント留置術を考慮する場合もある。頭蓋内の主幹動脈に閉塞のある場合は、浅側頭動脈・中大脳脈皮質枝の吻合術を行う。

## 診療科
- 脳神経外科
- 神経内科